# Miniersackträger

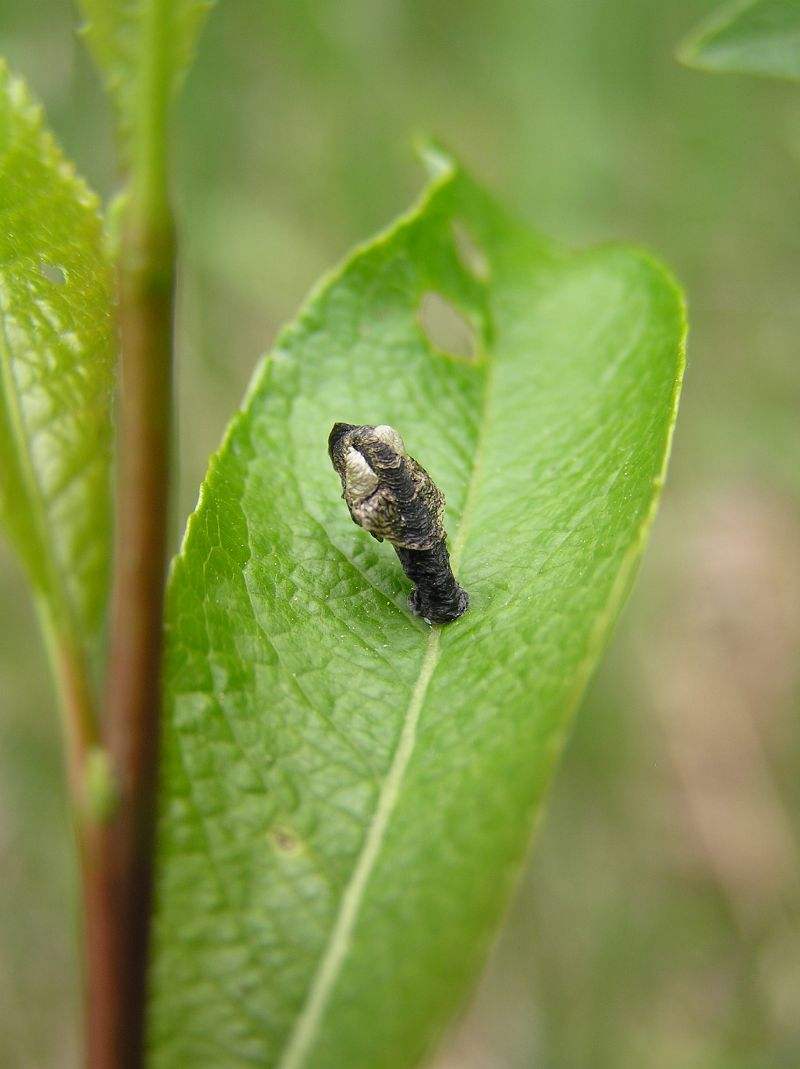
Raupensack von Coleophora albidella

Die Miniersackträger oder Sackträgermotten (Coleophoridae) sind eine Familie der Schmetterlinge (Lepidoptera). Sie kommen weltweit mit ca. 1.500 Arten vor, von denen über 1.000 Arten in der Gattung Coleophora eingeordnet werden. In ganz Europa sind bis jetzt 569 Arten und Unterarten beschrieben, von denen in Mitteleuropa 221 Arten vorkommen. Ihr Hauptverbreitungsgebiet ist die Holarktis.

## Merkmale
Die Falter erreichen eine Flügelspannweite von 4 bis 24 Millimetern. Sie haben einen schlanken und langen Körper und auch ihre Flügel sind im Vergleich zu ihrer Breite sehr lang, bei manchen Arten sind die Flügel über neunmal länger als breit. Die Flügelfärbung ist manchmal metallisch glänzend, sonst einfärbig oder längs gestreift. Ihre, bei beiden Geschlechtern fadenförmigen Fühler sind 0,7- bis 1,5-mal länger als ihre Vorderflügel. Sie haben keine Punktaugen (Ocelli). Ihre zweigliedrigen Maxillarpalpen sind zurückgebildet, ihre dreigliedrigen Labialpalpen sind lang und gebogen. Sie haben einen voll entwickelten Saugrüssel, der am Ansatz beschuppt ist. Sowohl die Vorder-, als auch die Hinterflügel sind mit langen Fransen versehen. Die Hinterflügel sind entweder spitz zulaufend, oder mit einer etwas abgerundeten Spitze. Sie sind meist deutlich schmäler als die Vorderflügel und erreichen nie deren Breite.
Die Vorderflügel haben 9, 10 oder 11 Flügeladern mit zwei Analadern (1b und 1c). Die 5. und 8. Ader fehlen, bei manchen auch zusätzlich die 4. oder die 3. und 4. Die Hinterflügel haben 7 bis 9 Adern mit einer oder zwei Analadern (1b oder 1a und 1b)

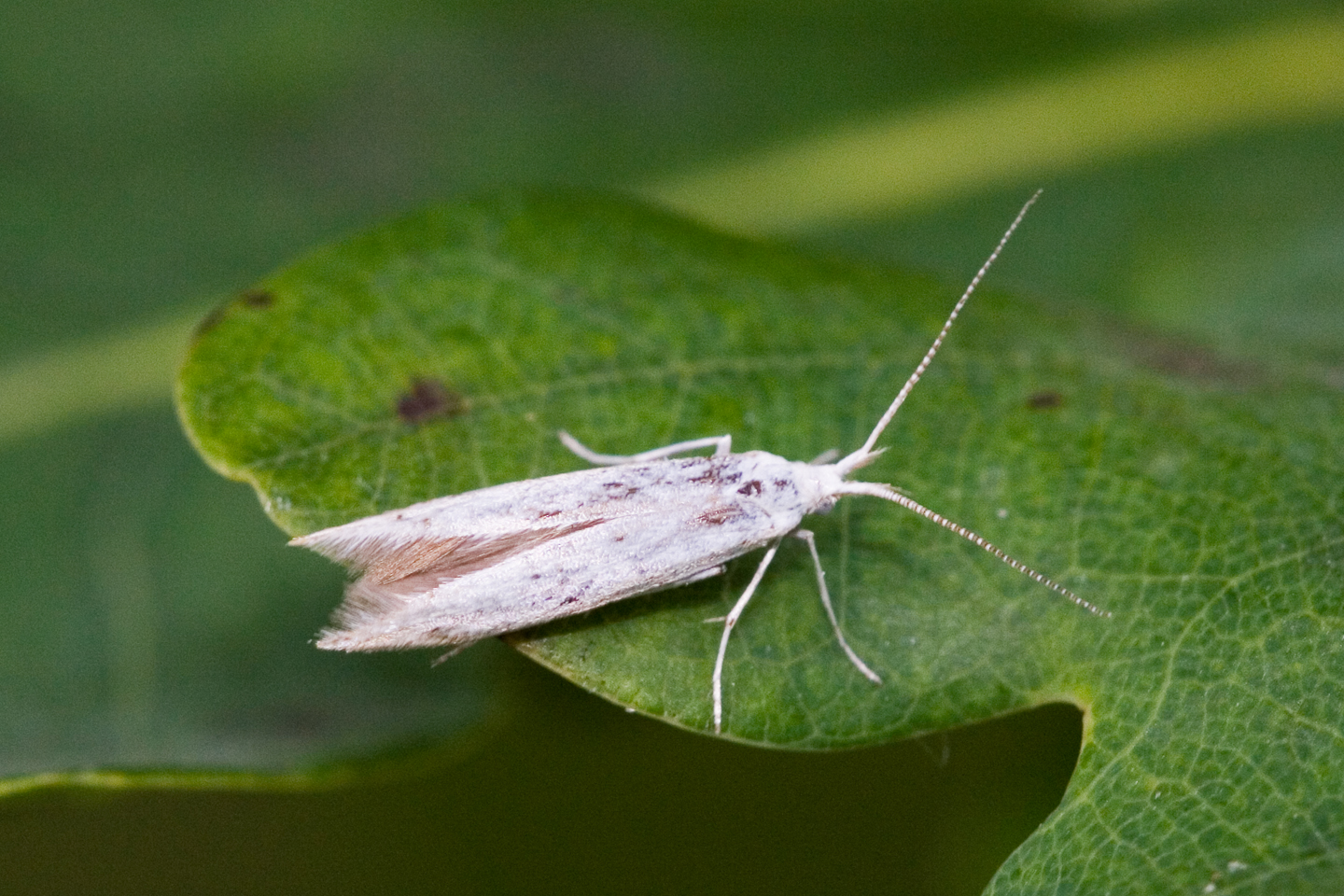
Coleophoridae

## Lebensweise
Wie auch viele andere Kleinschmetterlinge pflanzt sich der Miniersackträger nur einmal im Leben fort und zählt somit zu den semelparen Arten. Die Weibchen haben verkümmerte Flügel und locken die flugfähigen Männchen mit Duftstoffen an. Als Vollinsekten leben die Männchen nur wenige Stunden und sterben, nachdem sie sich gepaart haben. Die Weibchen  sterben kurz nach der Eiablage.
Die jungen Raupen leben als Minierer in den Blättern bzw. Nadeln ihrer Futterpflanzen. Sie fressen eine große Bandbreite verschiedener Einfurchenpollen-Zweikeimblättriger Bäume, Sträucher und Kräuter, einige wenige ernähren sich von Süßgräsern (Poaceae), Sauergräsern (Cyperaceae) und Binsengewächsen (Juncaceae). Ältere Raupen spinnen sich um ihren Körper ein schützendes Gehäuse aus Pflanzenteilen. Je nach Art ist dieser Sack unterschiedlich ausgeführt. Diese Raupen stecken nur den Kopf durch die Öffnung des Sackes und dringen durch ein Loch in das Blatt bzw. die Nadel ein, um es von innen auszufressen, ohne ganz hineinzukriechen. Während ihres Wachstums müssen sie ihre Hülle immer wieder erneuern.
Die Imagines sitzen in ihrer Ruhestellung schräg aufgerichtet, so dass die Flügel, die Oberseite des Kopfes und die nach vorne gestreckten Fühler eine Linie bilden.

## Systematik
In Europa ist die Familie der Coleophoridae mit fünf Gattungen vertreten. Die Artenzahl innerhalb der Gattungen bezieht sich ebenfalls auf Europa:
- Augasma – 1 Art
  - Augasma aeratella (Zeller, 1839)
- Coleophora – 558 Arten, darunter:

- Coleophora albidella (Denis & Schiffermüller, 1775)
- Coleophora atriplicis Meyrick, 1928
- Coleophora coracipennella (Hübner, 1796)
- Coleophora currucipennella Zeller, 1839
- Coleophora deauratella Lienig & Zeller, 1846
- Coleophora hemerobiella (Scopoli, 1763) – Knospenminiermotte
- Coleophora kuehnella (Goeze, 1783)
- Coleophora laricella (Hübner, 1817) – Lärchenminiermotte
- Coleophora lutipennella (Zeller, 1838)
- Coleophora ononidella Millière, 1879
- Coleophora parthenica Meyrick, 1891
- Coleophora salinella Stainton, 1859
- Coleophora saponariella – Seifenkraut-Miniersackträger
- Coleophora serinipennella Christoph, 1872
- Coleophora sternipennella (Zetterstedt, 1839)
- Coleophora supinella Ortner, 1949
- Coleophora tanaceti Mühlig, 1865
- Coleophora trifolii (Curtis, 1832)
- Coleophora trochilella (Duponchel, 1843)
- Coleophora versurella Zeller, 1849
- Coleophora vestianella (Linnaeus, 1758)
- Coleophora vicinella Zeller, 1849

- Goniodoma – 4 Arten
  - Goniodoma auroguttella (Fischer v. Röslerstamm, 1841)
  - Goniodoma limoniella (Stainton, 1884)
  - Goniodoma millierella Ragonot, 1882
  - Goniodoma nemesi Câpuse, 1970
- Ischnophanes – 3 Arten
  - Ischnophanes aquilina Baldizzone & v.d.Wolf, 2003
  - Ischnophanes baldizzonella Vives, 1983
  - Ischnophanes excentra Baldizzone & v.d.Wolf, 2003
- Metriotes – 2 Arten
  - Metriotes jaeckhi Baldizzone, 1985
  - Metriotes lutarea (Haworth, 1828)